# Ambrose Powell Hill
Ambrose Powell Hill (Culpeper, 9 novembre 1825 – Petersburg, 2 aprile 1865) è stato un militare statunitense. Ufficiale nell'US Army  divenne tenente generale nell'esercito degli Stati Confederati durante la guerra di secessione. Si distinse al comando di una divisione nell'Armata Confederata della Virginia Settentrionale, in particolare alle Battaglie dei Sette Giorni e ad Antietam, dove i suoi uomini ebbero un ruolo decisivo per evitare la disfatta sudista; promosso, alla vigilia della Battaglia di Gettysburg, comandante del nuovo III Corpo d'armata non confermò completamente, in questo incarico, le qualità messe in mostra in precedenza, in parte a causa anche delle precarie condizioni di salute.

## Biografia
Nato a Culpeper, Virginia, uscì da West Point nel 1847 e combatté nella guerra messicana. Lavorò anche per l'ufficio del Sovrintendente della Guardia Costiera e combatté nella terza guerra Seminole.
Nel marzo 1861 si dimise dall'esercito statunitense e si unì alla Confederazione come colonnello del 13º Fanteria della Virginia.
Fu promosso brigadier generale nel febbraio 1862. Dopo aver combattuto a Williamsburg in maggio, gli fu dato il comando di una divisione e fu promosso maggior generale il 26 maggio 1862.
Con le sue truppe iniziò la campagna dei Sette Giorni con la battaglia di Mechanicsville.
Hill e la sua unità, nota come Divisione Leggera Hill portarono anche attacchi a Gaines' Mill e Frayser's Farm. Unendosi a quelle del maggiore generale "Stonewall" Jackson, le truppe di Hill si fecero la reputazione di essere una delle unità combattenti più efficaci. Presero parte alle battaglie di Cedar Mountain, seconda Bull Run, Antietam, Fredericksburg e Chancellorsville.
Dopo la morte di "Stonewall" Jackson il generale Robert E. Lee riorganizzò l'esercito confederato e promosse Hill tenente generale il 24 maggio 1863. Fu messo al comando del III Corpo d'armata, ma prestò servizio senza distinzione. Sebbene partecipasse alla battaglia di Gettysburg, non ebbe un ruolo attivo. Prese anche parte alla battaglia di Bristoe Station, ma il suo assalto causò 1.300 perdite.
Dopo aver prestato servizio nella battaglia del Wilderness si ammalò e mancò la battaglia di Spotsylvania. Nuovamente ammalato, reale o immaginario, mancò l'Assedio di Petersburg e le relative battaglie.
Due soldati unionisti del VI Corpo d'armata gli spararono il giorno stesso dal quale rientrò dalla licenza di convalescenza. Morì quello stesso giorno, il 2 aprile 1865, e fu sepolto a Richmond, Virginia.